# Angela Pringle
Angela Pringle est une actrice et mannequin anglaise. 

## Biographie
Elle apparaît en couverture du Daily Telegraph magazine du 22 septembre 1967.

## Filmographie
- 1967 : La Comtesse de Hong-Kong (A Countess from Hong Kong) de Charlie Chaplin
- 1970 : Melinda de Vincente Minnelli